# Goven
Goven (bretonisch: Goven) ist eine französische Gemeinde mit 4.326 Einwohnern (Stand: 1. Januar 2022) im Département Ille-et-Vilaine in der Region Bretagne. Sie gehört zum Arrondissement Redon und zum Kanton Guichen. Die Einwohner werden Govenais genannt.

## Geografie
Goven liegt etwa 20 Kilometer südwestlich von Rennes zwischen den Flüssen Canut im Westen, dem Meu im Nordosten und der Vilaine im Osten. Umgeben wird Goven von den Nachbargemeinden Bréal-sous-Montfort im Norden, Mordelles im Norden und Nordosten, Chavagne im Nordosten, Bruz im Osten, Guichen im Südosten und Süden, Lassy im Süden sowie Baulon im Südwesten und Westen.
Durch die Gemeinde führt die frühere Route nationale 177 von Redon nach Rennes.

## Bevölkerung
| Jahr      | 1962  | 1968  | 1975  | 1982  | 1990  | 1999  | 2006  | 2012  |
| --------- | ----- | ----- | ----- | ----- | ----- | ----- | ----- | ----- |
| Einwohner | 1.690 | 1.763 | 2.149 | 2.270 | 2.638 | 2.967 | 3.687 | 4.318 |

## Sehenswürdigkeiten
- Schloss Blossac aus dem 17. Jahrhundert, an der Stelle des früheren Herrenhauses aus dem 15. Jahrhundert errichtet, seit 1957 Monument historique
- Grabhügel von Gurmalon
- Kirche Saint-Martin (1849 bis 1854 erbaut),

- Kapelle Notre-Dame de l’Hermitage
- Herrenhäuser Feuillée, Beaulac und Lampatre
- Schloss La Tournerais

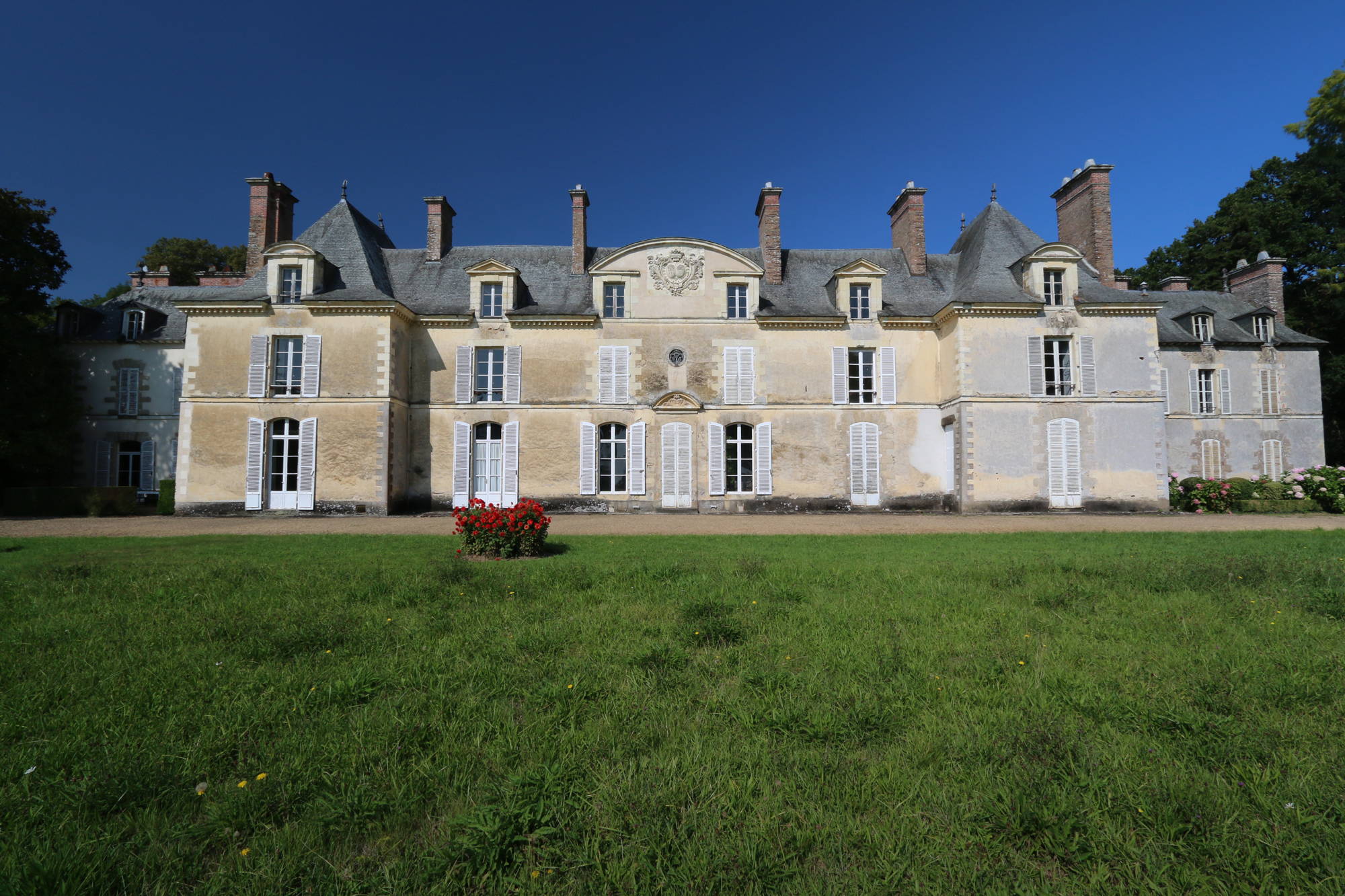
Schloss Blossac
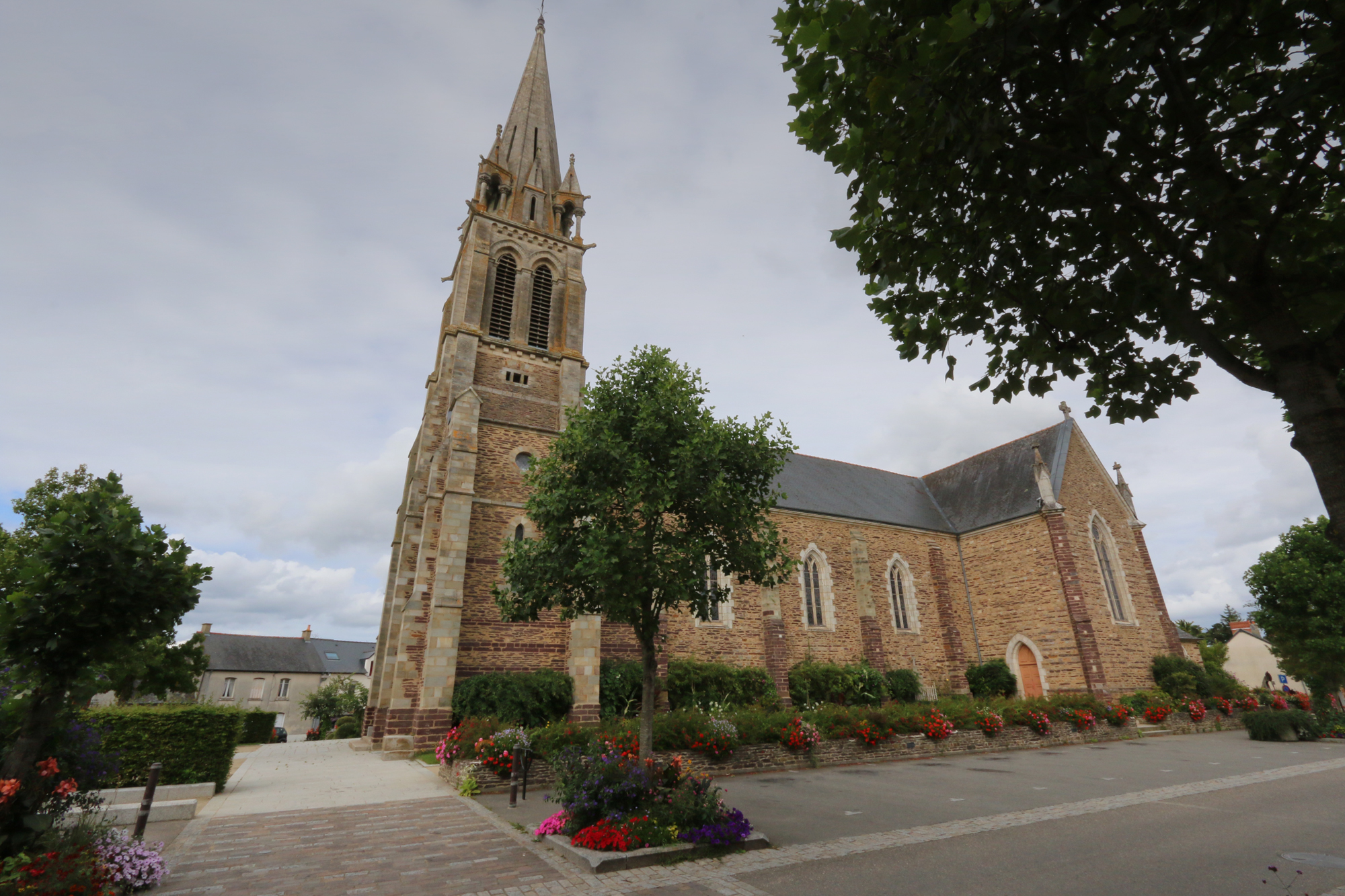
Kirche Saint-Martin
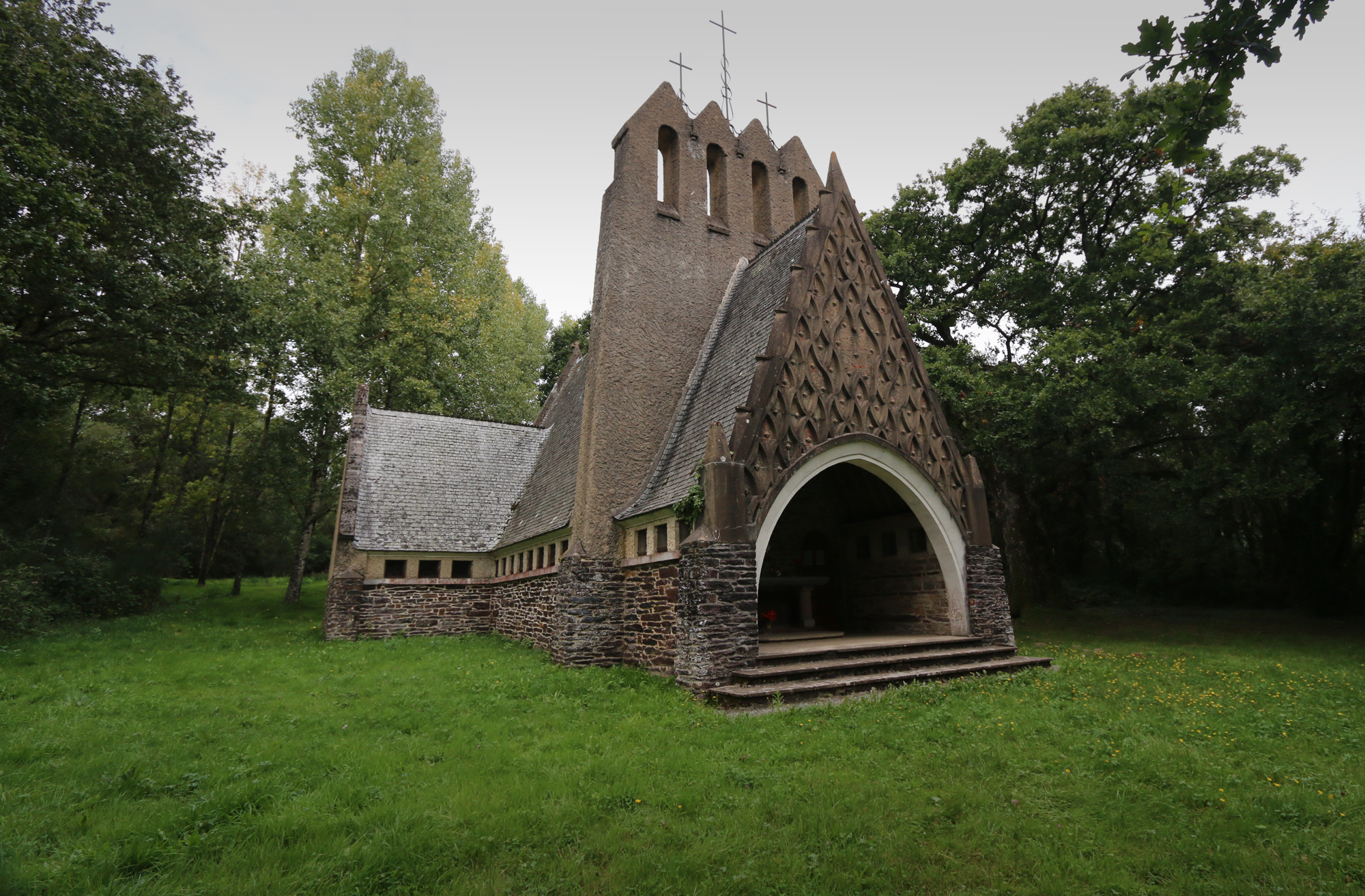
Kapelle Notre-Dame de l’Hermitage

## Persönlichkeiten
- Yves Mény (* 1943), Jurist, Politikwissenschaftler und Hochschullehrer